# Mary Jo Weaver
Mary Jo Weaver (* 1942) ist eine US-amerikanische römisch-katholische Theologin und Autorin.

## Leben
Weaver studierte römisch-katholische Theologie an der University of Notre Dame (1973). Als Hochschullehrerin unterrichtete sie römisch-katholische Theologie an der Indiana University Bloomington. 1984 unterzeichnete Weaver die Kampagne A Catholic Statement on Pluralism and Abortion, die in der Zeitung New York Times erschien.

## Werke (Auswahl)
- Cloister and Community: Life within a Carmelite Monastery, 2002
- What's Left?: Liberal American Catholics, 1999
- Introduction to Christianity, 3. Ausgabe, 1998 (gemeinschaftlich mit David Brakke)
- New Catholic Women: A Contemporary Challenge to Traditional Religious Authority, 1995
- Being Right: Conservative American Catholics 1995
- Springs of Water in a Dry Land , 1992